# Болгаренидже
Болгаренидже (на румънски: Deleni) е село в окръг Кюстенджа (Констанца), Северна Добруджа, Румъния.

## История
До 1940 година Енидже е с преобладаващо българско население, което частично се изселва в България по силата на подписаната през септември същата година Крайовската спогодба.